# Ach Gott, wie manches Herzeleid, BWV 58
Ach Gott, wie manches Herzeleid, BWV 58 (Oh Dios, cuánta angustia) es una cantata de iglesia escrita por Johann Sebastian Bach en Leipzig para el domingo después de Año Nuevo y estrenada presumiblemente el 5 de enero de 1727.

## Historia
Bach compuso esta obra durante su tercer año de estancia en Leipzig para el domingo después de Año Nuevo. Esta cantata diálogo probablemente fue compuesta en 1727, pero la versión conservada es una recomposición de principios de la década de 1730, en la que se modificó la instrumentación y creó un tercer movimiento nuevo. La parte para continuo conservada del aria original surgiere un carácter significativamente diferente. La cantata fue interpretada por primera vez presumiblemente el 5 de enero de 1727. Se interpretó de nuevo el 4 de enero de 1733 o el 3 de enero de 1734.

## Análisis

### Texto
Las lecturas establecidas para ese día eran de la primera epístola de Pedro, el sufrimiento de los cristianos (1 Pedro 4:12-19), y del evangelio según San Mateo, la huida a Egipto (Mateo 2:12-23).
El texto de la cantata comprende las palabras del himno homónimo publicado por Martin Moller en 1587, en el movimiento 1, así como, para el coral, la poesía publicada por Martin Behm en el segundo volumen de Centuria precationum rhythmicarum de 1610. La autoría de los versos del 2 al 4 se desconoce. El tema del coral (Zahn 533a) es la línea melódica de "Herr Jesu Christ, meins Lebens Licht II", que apareció por primera vez en Lochamer-Liederbuch de Wolflein Lochamer, editado en Núremberg hacia 1455.

### Instrumentación
La obra está íntimamente escrita para dos voces solistas (soprano y bajo); dos oboes, taille, dos violines, viola y bajo continuo. No hay intervenciones corales.

### Estructura
Consta de cinco movimientos, cuya interpretación tiene una duración aproximada de menos de 15 minutos.
1. Duetto: Ach Gott, wie manches Herzeleid
2. Recitativo (bajo): Verfolgt dich gleich die arge Welt
3. Aria (soprano): Ich bin vergnügt in meinem Leiden
4. Recitativo (soprano): Kann es die Welt nicht lassen
5. Coral y aria (soprano, bajo): Ich hab für mir ein schwere Reis

La estructura de la pieza es inusualmente simétrica. Se abre y cierra con un dúo con el texto del coral. Armónicamente la pieza comienza y termina en do mayor, mientras el movimiento central se encuentra en re menor. El segundo movimiento modula de la menor a fa mayor y el cuarto movimiento es un espejo de este movimiento.
El dueto inicial incluye un ritornello de la cuerda doblada por los oboes, con la figura rítmica con puntillo característica de la obertura francesa. Taille y soprano interpretan la melodía del coral, representando al alma, mientras el bajo actúa como vox Christi, cantando un arioso. La melodía es tonal pero con un "trasfondo muy cromático". El ritornello reaparece en la mitad del movimiento.
El recitativo secco para bajo es cromático y se divide en dos secciones. La primera describe una historia de persecución con "frases angulosas", mientras la segunda sección enfatiza la presencia de Dios empleando una línea melódica más apacible y suave.
El tercer movimiento es otra aria para soprano con un violín solo obbligato. El movimiento da capo describe el espíritu de confianza en Dios. La primera sección incluye un "tema motto" que sirve de transición a una melodía de violín "frenética". La sección central se caracteriza por una "muscular" línea de soprano y un violín solo "curiosamente extraño". La primera sección reaparece modificada y no anunciada.
El recitativo de soprano, como el de bajo, empieza relatando la persecución, pero rápidamente se convierte en un arioso con un walking continuo.
El movimiento final es una combinación de coral y aria para todas las partes. La soprano retoma la melodía del principio del coral en ritmo binario en lugar del ternario del original, con una línea que responde en la voz del bajo. Después de dos frases, el ritornello toca solo durante ocho compases antes de que ambas voces se reintroducen en contrapunto para completar el coral.

## Discografía selecta
De esta pieza se han realizado una serie de grabaciones entre las que destacan las siguientes.
- 1960 – Bach Aria Group: Cantata No. 58. Frank Brieff, Bach Aria Group (Decca)
- 1970 – Bach Cantatas Vol. 1. Karl Richter, Münchener Bach-Orchester, Münchener Bach-Chor (Archiv Produktion)
- 1971 – Die Bach Kantate Vol. 20. Helmuth Rilling, Bach-Collegium Stuttgart, Gächinger Kantorei (Hänssler)
- 1976 – J.S. Bach: Das Kantatenwerk Vol. 3. Nikolaus Harnoncourt, Concentus Musicus Wien, Tölzer Knabenchor (Teldec)
- 1976 – Bach Cantatas. Michel Corboz, Orchestre de Chambre de Lausanne, Ensemble Vocal de Lausanne (Erato)
- 2000 – Bach Edition Vol. 18: Cantatas Vol. 9. Pieter Jan Leusink, Netherlands Bach Collegium, Holland Boys Choir (Brilliant Classics)
- 2000 – Bach Cantatas Vol. 17.  John Eliot Gardiner, English Baroque Soloists, Monteverdi Choir (Soli Deo Gloria)
- 2003 – J.S. Bach: Complete Cantatas Vol. 17. Ton Koopman, Amsterdam Baroque Orchestra & Choir (Antoine Marchand)
- 2006 – J.S. Bach: Cantatas Vol. 38 (Solo Cantatas). Masaaki Suzuki, Bach Collegium Japan (BIS)